# Gottsätter
Gottsätter är en småort i Axbergs socken i Örebro kommun, Örebro län. Vid SCBs avgränsning 2015 räknas bebyggelsen i den tidigare småorten Långbyn växt samman med Gottsäter för att 2020 åter räknas som en från Långbyn separat småort.